# Universiteit voor Vreemde Talen van Beijing
De Universiteit voor Vreemde Talen van Beijing (vereenvoudigd Chinees: 北京外国语大学; pinyin: Běijīng Wàiguóyǔ Dàxué; Engels: Beijing Foreign Studies University, BFSU), ook wel kortweg Beiwai genoemd, is een hoogaangeschreven universiteit in de Chinese hoofdstad Beijing. Er kan onder meer Nederlands worden gestudeerd.
De universiteit ligt in het noordwesten van Beijing, in de buurt van de stedelijke televisiezender, de Technische Universiteit van Beijing en Minzu-universiteit van China. De campus heeft een oppervlakte van 304.553 m² en heeft een sporthal op het terrein. Naast de mogelijkheid bepaalde talen te studeren is er in bepaalde gevallen ook een cultuurcentrum van de betreffende taal ingericht.